# Ottilie Matysek
Ottilie Matysek (* 1939 in Wien) ist eine ehemalige österreichische Politikerin (SPÖ) und Landtagsabgeordnete im Burgenland.

## Leben
Ottilie Matysek war als Fachlehrerin und als Schuldirektorin tätig. Sie unterstützte die Gründung des Bundesschulzentrums für wirtschaftliche Berufe und Tourismus in Neusiedl am See. Sie trat auch als Veranstalterin von Ausstellungen in Schloss Halbturn hervor.
Ottilie Matysek war Mitglied des Burgenländischen Landtags. Ihre politische Karriere im Rahmen der SPÖ wurde von Landeshauptmann Theodor Kery zeitweilig sehr gefördert. Sie geriet allerdings um die Mitte der 1980er-Jahre in Konflikt mit ihrer Partei, der burgenländischen SPÖ. Als Klubchefin ihrer Fraktion wurde sie im Frühjahr 1985 ohne Angabe von Gründen abgesetzt und Anfang September 1985 aufgrund eines internen Misstrauensvotums von den Sitzungen ihres Landtagsklubs ausgeschlossen. Matysek erklärte damals zwar noch, sie wolle ihre Arbeit in der SPÖ fortsetzen, und hatte die Unterstützung von einzelnen Funktionären (etwa des damaligen Vorsitzenden der Sozialistischen Jugend Alfred Gusenbauer). Zugleich war aber bereits von einer drohenden „Parteispaltung“ im Burgenland die Rede.
In dieser Situation als unfreiwillige Dissidentin nahm Matysek an einer Sitzung des Landesparteivorstands der burgenländischen SPÖ vom 28. Oktober 1985 teil, die im Zuge der Waldheim-Affäre Bedeutung erhalten sollte. In dieser Sitzung soll der (aus dem Burgenland stammende) damalige Parteivorsitzende und Bundeskanzler Fred Sinowatz angekündigt haben, die „braune Vergangenheit“ des Bundespräsidentschaftskandidaten Kurt Waldheim werde im kommenden Wahlkampf zum Thema werden.
In einem Ehrenbeleidigungsprozess von Sinowatz gegen den Journalisten Alfred Worm legte Matysek am 29. April 1987 ihre ausführliche Mitschrift der genannten Vorstandssitzung als Beweismittel vor – eineinhalb Monate zuvor hatte sie sich noch geweigert, Details der Sitzung preiszugeben. Diese Mitschrift wurde von Richter Ernest Maurer, ungeachtet der gegenteiligen Aussagen zahlreicher Sitzungsteilnehmer, die als Zeugen auftraten, als echt und zutreffend erkannt, was in der Folge zum Freispruch von Worm und zu einer Reihe weiterer gerichtlicher Verfahren und Verurteilungen wegen falscher Zeugenaussage führte. Dies betraf auch Sinowatz und den damaligen Landeshauptmann Hans Sipötz (letzterer wurde aber freigesprochen).
Nach dem endgültigen Bruch mit ihrer Partei und speziell mit Sinowatz veröffentlichte Matysek im Verlag Orac im Herbst 1987 ein Buch mit dem Titel: Die Machthaberer, in dem sie sich kritisch mit dem politischen System ihrer engeren Heimat auseinandersetzte. Matysek versuchte nun auch, als unabhängige Politikerin zu reüssieren. Bei der Landtagswahl vom 4. Oktober 1987 kandidierte ihre „Burgenland-Initiative mit Matysek“ und wurde von den „bürgerlichen Grünen“ der VGÖ unterstützt, erhielt aber nur 1.923 Stimmen und 1,09 %.
In der Folge stand Matysek im Zentrum mehrerer Prozesse, bei denen es unter anderem auch um ihre Glaubwürdigkeit als Zeugin ging. Matysek wurde im Zusammenhang mit den Malversationen im Rahmen des Skandals um die Bundesländer-Versicherung angeklagt, bei dem ihr Freund Kurt Ruso, der Ex-Generaldirektor des Unternehmens, eine zentrale Rolle spielte. Sie wurde aber freigesprochen – Ruso gab zu, ihre Unterschrift bei fingierten Schadensmeldungen selbst gefälscht zu haben. Nachdem sie auch der Oberste Gerichtshof im September 1989 vom Verdacht der Beteiligung an der Untreue von Kurt Ruso freigesprochen hatte, begann sich 1992 eine Prozesslawine gegen die Teilnehmer der Vorstandssitzung vom 28. Mai 1985 zu drehen. Ottilie Matysek war zu diesem Zeitpunkt bereits pensioniert. Laut Salzburger Nachrichten vom 21. Juni 1990 wurde die damals knapp 51-Jährige als Schuldirektorin im Sommer 1990 in den Ruhestand versetzt.